# Durham-evangeliarium

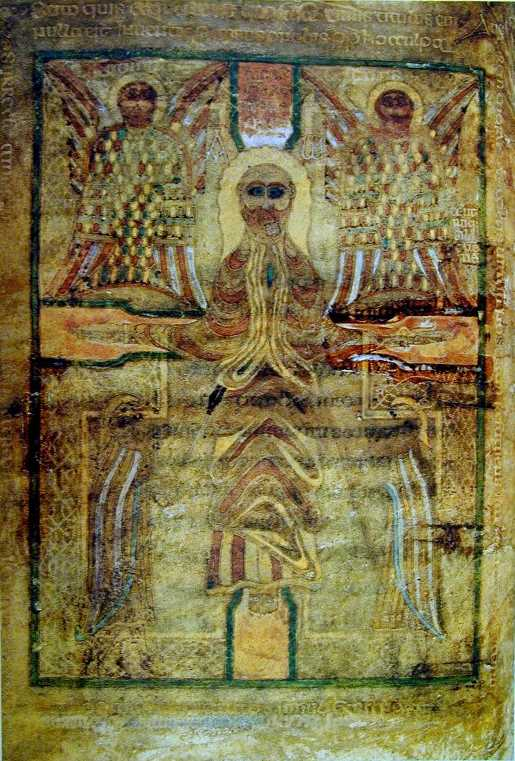
De kruisiging van Christus, afgebeeld in het Durham-evangeliarium

Het Durham-evangeliarium ook Durham Gospels genoemd in de Engelse literatuur, is een laat-zevende-eeuws insulair evangeliarium dat wordt bewaard in de bibliotheek van de Kathedraal van Durham onder signatuur MS A.II.17. Eén bladzijde wordt in Magdalene College te Cambridge bewaard onder signatuur Pepysian MS 2981; de signatuur verwijst naar Samuel Pepys uit wiens boekenbezit dit stamt. 
In de kathedraal bevindt zich nog een fragment van een ander evangeliarium (Signatuur Ms. A.II.10) waarnaar soms ook verwezen wordt als de Durham-gospels, maar dit fragment heeft niets met het hier besproken boek te maken.

## Oorsprong
Het boek werd waarschijnlijk gemaakt in Nothumbrië en meer precies in het scriptorium van de abdij van Lindisfarne op het einde van de 7e eeuw. Het wordt toegewezen aan één scribent, die dit handschrift en het Evangeliarium van Echternach zou geschreven en geïllustreerd hebben. Deze hypothese wordt tegenwoordig vrij algemeen aanvaard. Julian Brown noemde deze kalligraaf ‘The Durham-Echternach calligrapher’. Anderen zijn van mening dat het boek in Ierland gemaakt werd in de abdij van Rathmelsigi, het huidige Clonmelsh.
Waar het handschrift ook is gemaakt, het heeft zich op een bepaald moment wel in hetzelfde scriptorium bevonden als het Lindisfarne-evangeliarium want modern onderzoek heeft uitgewezen dat beide manuscripten kort na hun ontstaan door dezelfde persoon zijn gecorrigeerd. Meer zelfs, men gaat ervan uit dat het Durham-evangeliarium een eerste keer werd gecorrigeerd en enige tijd later een tweede keer met ditmaal de Lindisfarne-gospels als legger.

## Decoratie

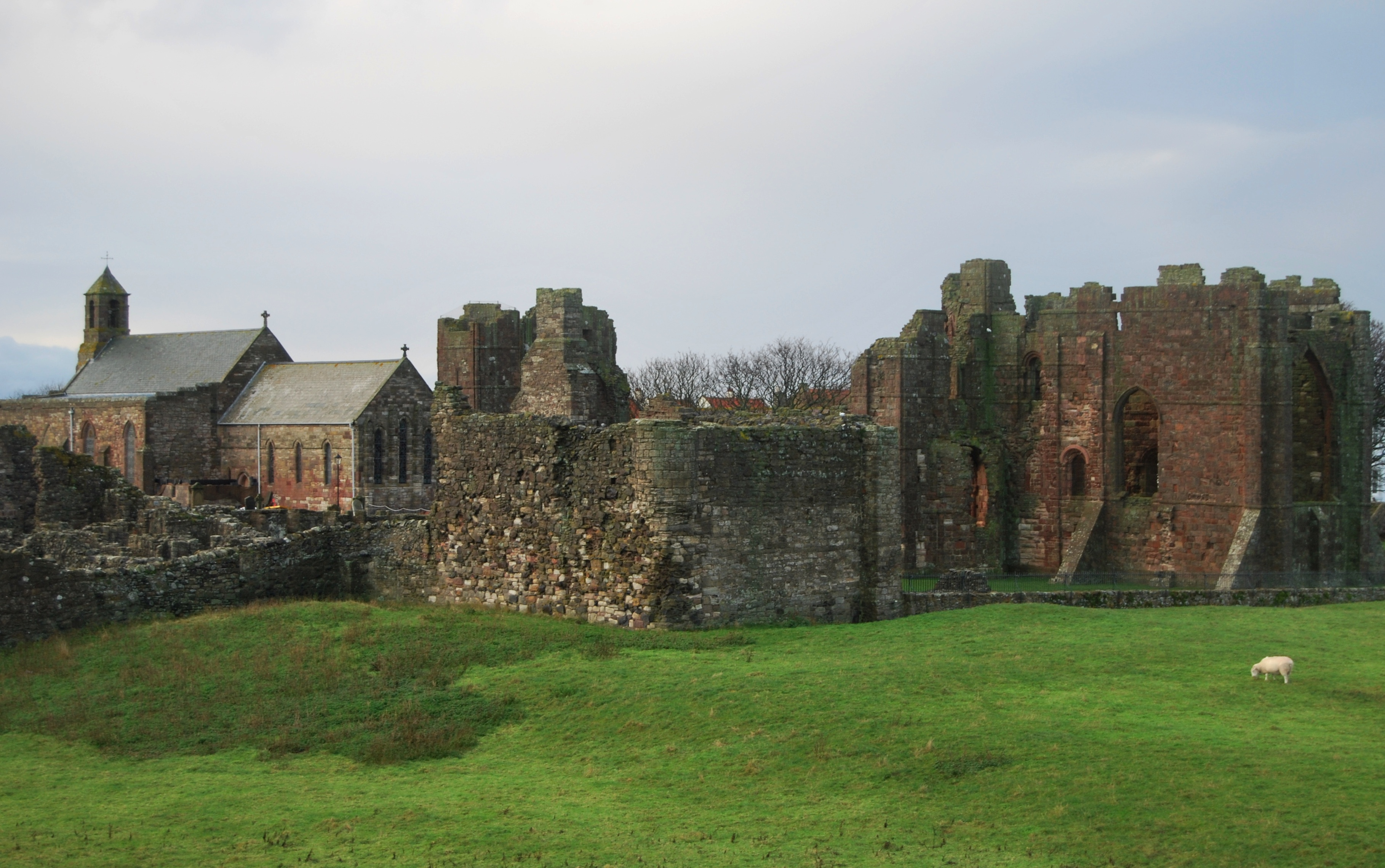
Ruïnes van de abdij van Lindisfarne met de huidige St.Mary kerk op de achtergrond

Het handschrift maakt deel uit van een groep van vier manuscripten met de Lindisfarne-gospels, het Evangeliarium van Echternach en de Otho-corpus-gospels die dus allemaal producten zouden zijn van het scriptorium van Lindisfarne. De Otho-corpus-gospels en de Lindisfarne–gospels zijn sterk gerelateerd en de Marcus-leeuw in het Otho-Corpus fragment is zeer gelijkaardig aan die van het Echternach-evangeliarium, bovendien we hebben hoger al gezien dat het Echternach- en het Durham-evangeliarium van dezelfde hand zouden zijn.
Van deze vier handschriften zijn het Lindisfarne- en het Durham-evangeliarium heel uitgebreid gedecoreerd terwijl het Echternach- en het Otho Corpus-boek dat veel minder zijn. Bij de tweede subgroep zijn ook beduidend minder pigmenten gebruikt. Dit verschil in decoratie heeft misschien te maken met het feit dat het Durham- en het Lindisfarne-evangeliarium bestemd waren voor gebruik in Lindisfarne, ze bleven alleszins ter plaatse, terwijl de twee andere bestemd waren voor “export”. Het ene kwam terecht in Echternach en het andere in Canterbury.

## Geschiedenis
Het Durham-evangeliarium werd naar Durham gebracht, evenals de Lindisfarne-gospels trouwens, toen de monniken in 875 op de vlucht sloegen uit Lindisfarne voor de Vikingaanvallen. Ze namen ook de relieken van St. Cuthbert mee. Men neemt aan dat de monniken van Lindisfarne zeven jaar van de ene plek naar de andere trokken om zich omstreeks 882 te vestigen in de priorij van Chester-le Street, waar ze bleven tot omstreeks 995. Het is pas daarna dat ze zich in Durham vestigden waar ze een kerk bouwden en het gebeente van St. Cuthbert daar werd bijgezet. In 1083 wordt een benedictijnenpriorij opgericht door William van St. Calais en in 1093 werd begonnen met de bouw van de huidige kathedraal van Durham. Na de opheffing van  de kloosters door Hendrik VIII in 1539 werd de kathedraal zeer snel overgenomen door de toenmalige prior, Whitehead, die de eerste anglicaanse deken werd en op die manier bleef de bibliotheek en het Evangeliarium in Durham.

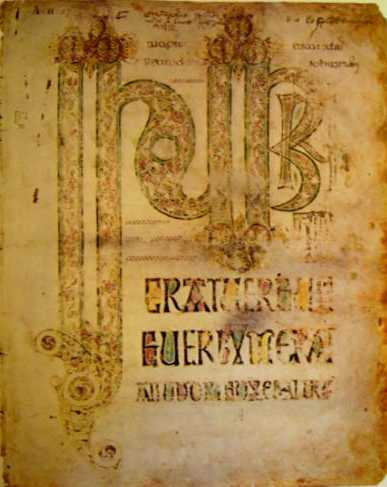
Durham-evangeliarium: Incipit van het Johannes evangelie

## Beschrijving
Wat er overblijft van het Durham-evangeliarium bestaat uit 111 folia van perkament. Het handschrift werd geschreven in het Latijn in een insulaire half-unciaal. De folia meten 300 x 215 mm.
Het Durham-evangeliarium is erg onvolledig. Hoewel het van opzet waarschijnlijk kon wedijveren met het befaamde Book of Kells blijft er nu slechts het monogram over op de beginpagina van het Johannes evangelie en een miniatuur van de kruisiging in vrij slechte toestand (zie hierboven). Verder zijn er nog enkele grote versierde initialen bij het begin van belangrijke tekstgedeeltes en de kleine versierde versalen in de tekst. Origineel moet het manuscript vier evangelistenportretten of tapijtpagina's gehad hebben bij het begin van elk evangelie en miniaturen aan het einde van elk evangelie.
Op folium 31 verso staat een gedicht ter ere van koning Athelstan, waarschijnlijk toegevoegd op het einde van de 10e of het begin van de 11e eeuw.
Ada-evangeliarium · Barberini-evangeliarium · Boek van Armagh · Evangeliarium van Augustinus van Canterbury · Book of Durrow · Book of Kells · Codex Argenteus · Codex aureus van St. Emmeram · Codex Carolinus · Codex Aureus Epternacensis · Codex Eyckensis · Codex Gissensis · Diatessaron · Durham-evangeliarium · Evangeliarium van Echternach · Evangeliarium van Egmond · Evangeliarium van Lorsch · Gefragmenteerd evangelieboek (A. II. 10.) · Godescalc-evangelistarium · Lichfield-evangeliën · Lindisfarne-evangeliarium · Luikse diatessaron · Mac Durnan-evangeliarium · Middelnederlandse Apocalyps · Minuskel 76 · Evangeliarium van Munsterbilzen · Otho-Corpus-evangeliarium · Evangelieboek van Sankt Gallen · Xanten-evangeliarium